# Бартон, Уильям Пол Криллон
Уильям Пол Криллон Бартон (англ. Williams Paul Crillon Barton) — американский медик (судовой врач), университетский профессор и учёный-ботаник XVIII века. Известен как систематик лекарственных растений, составивший описания и сделавший иллюстрации около 60 видов (названия которых в ботанической номенклатуре дополняются сокращением W.P.C.Barton). Старший брат хирурга Джона Бартона.
Как было принято в ту эпоху, Бартон продолжил классическое образование в Принстонском университете, получив степень бакалавра искусств в 1805 году.

## Растения, описанные Бартоном

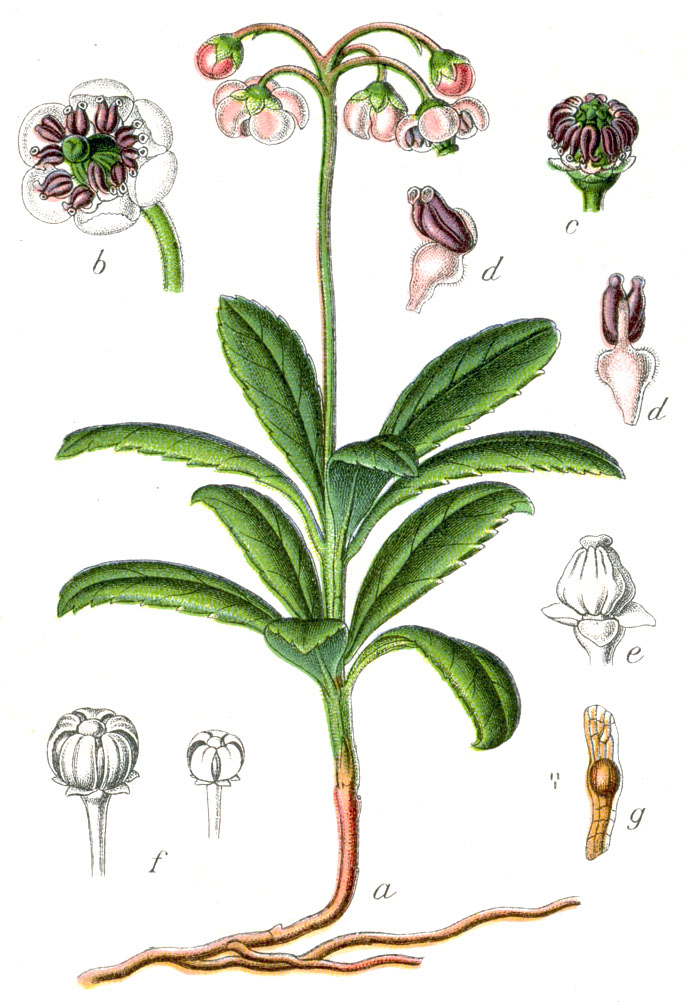

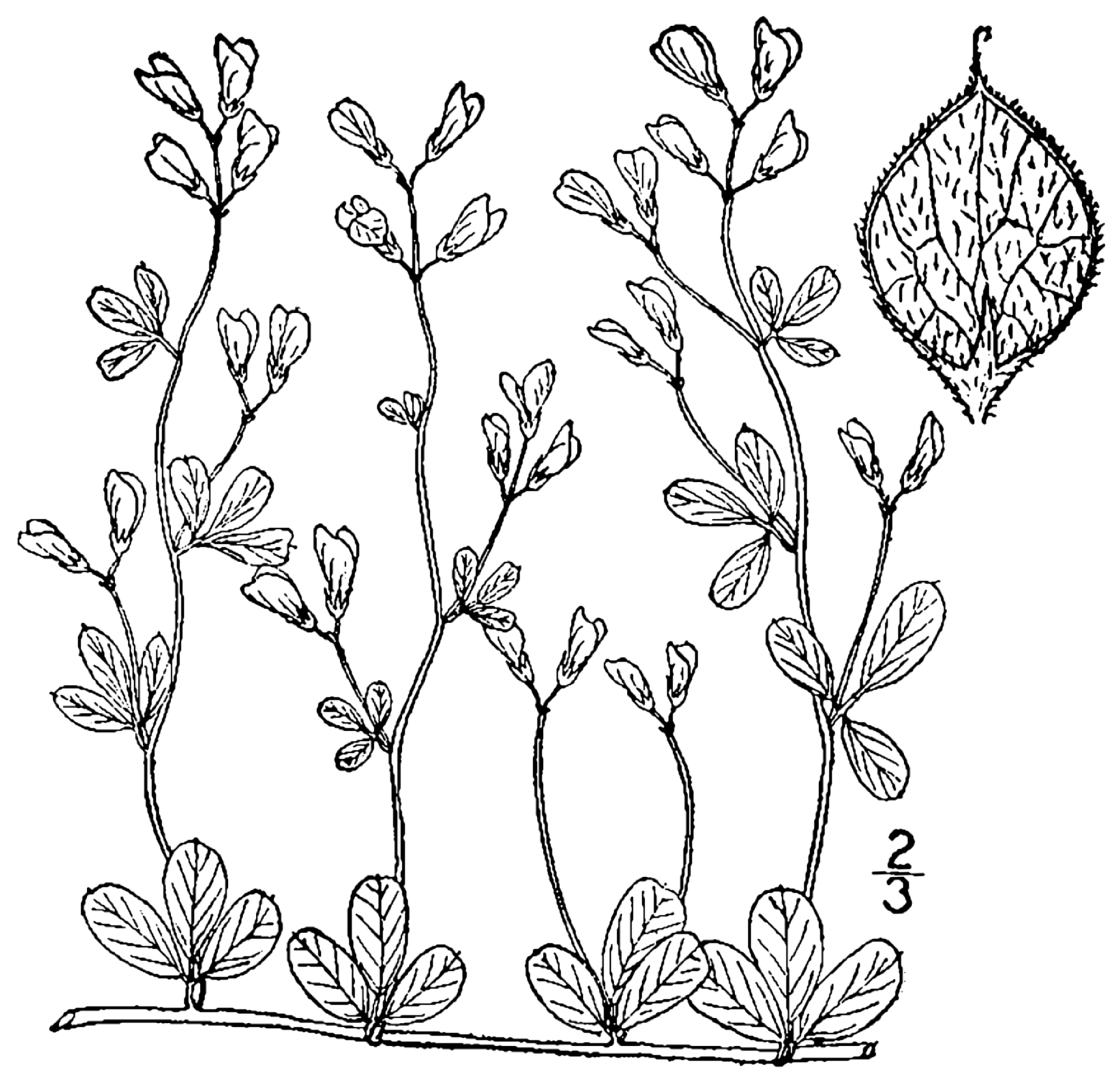

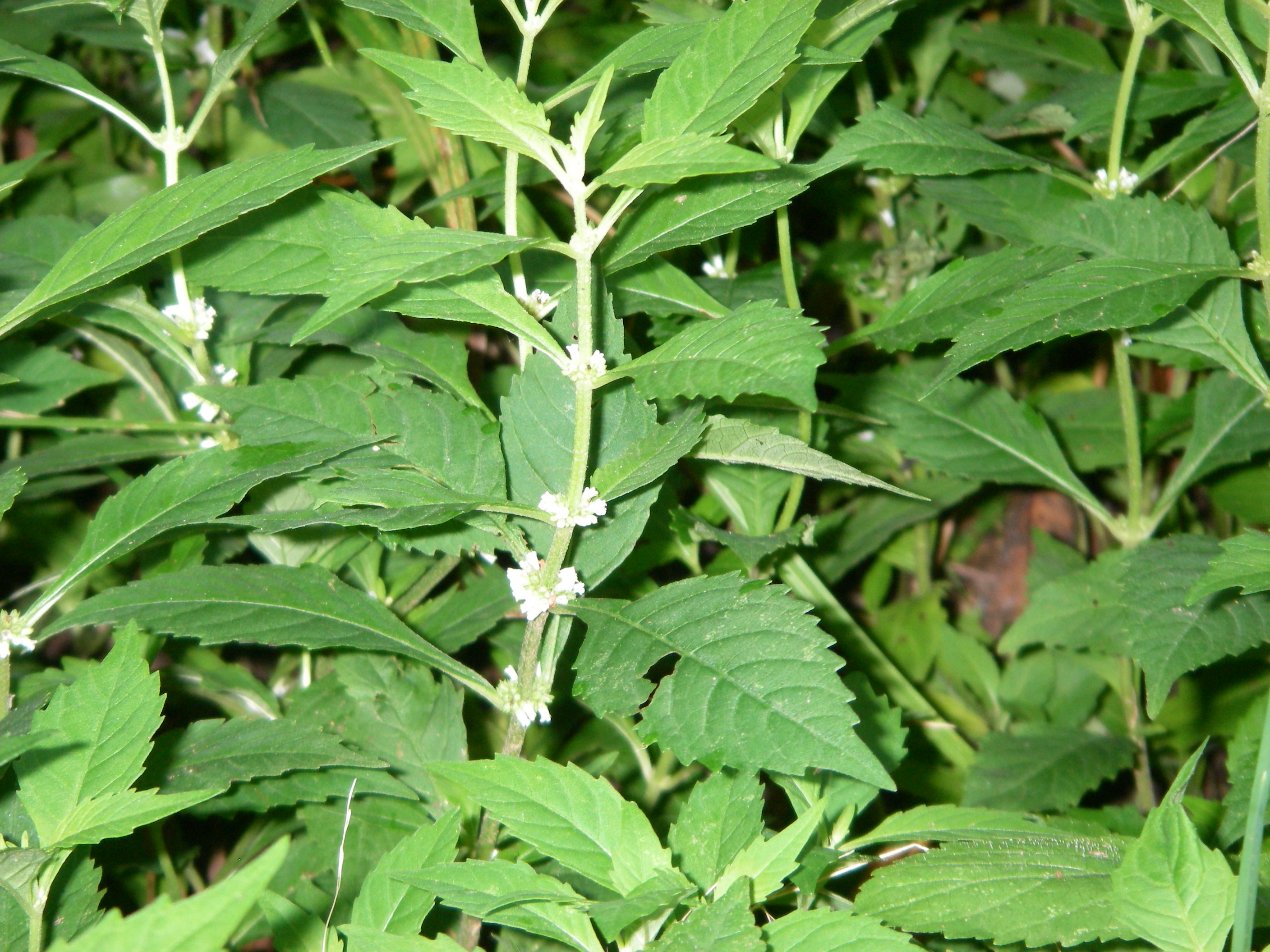

- Chimaphila umbellata  (L.)W.P.C.Barton

- Lespedeza repens  (L.)W.P.C.Barton

- Lycopus americanus  Muhl. ex W.P.C.Barton

## Основные труды
- A Dissertation on Chymical Properties and Exhilarating Effects of Nitrous Oxide Gas and Its Application to Pneumatic Medicine  Philadelphia:  Lorenzo Pres, 1808: xiii–v.
- A Treatise Containing a Plan for the Internal Organization and Government of Marine Hospitals in the United States: Together with A Scheme for Amending and Systematizing the Medical Department of the United States Navy  1st ed. Philadelphia; Privately printed, 1814.
- Vegetable Materia Medica of the United States (1817) Архивная копия от 4 мая 2015 на Wayback Machine
- Compedium Florae Philadelphicae (1818)
- A Flora of North America (1821)
- Hints for Medical Officers Cruising in the West Indies (1830)
- A Polemical Remonstrance Against the Project of Creating the New Office of Surgeon General in the Navy of the United States (1838)